# マリー・スミス・ジョーンズ

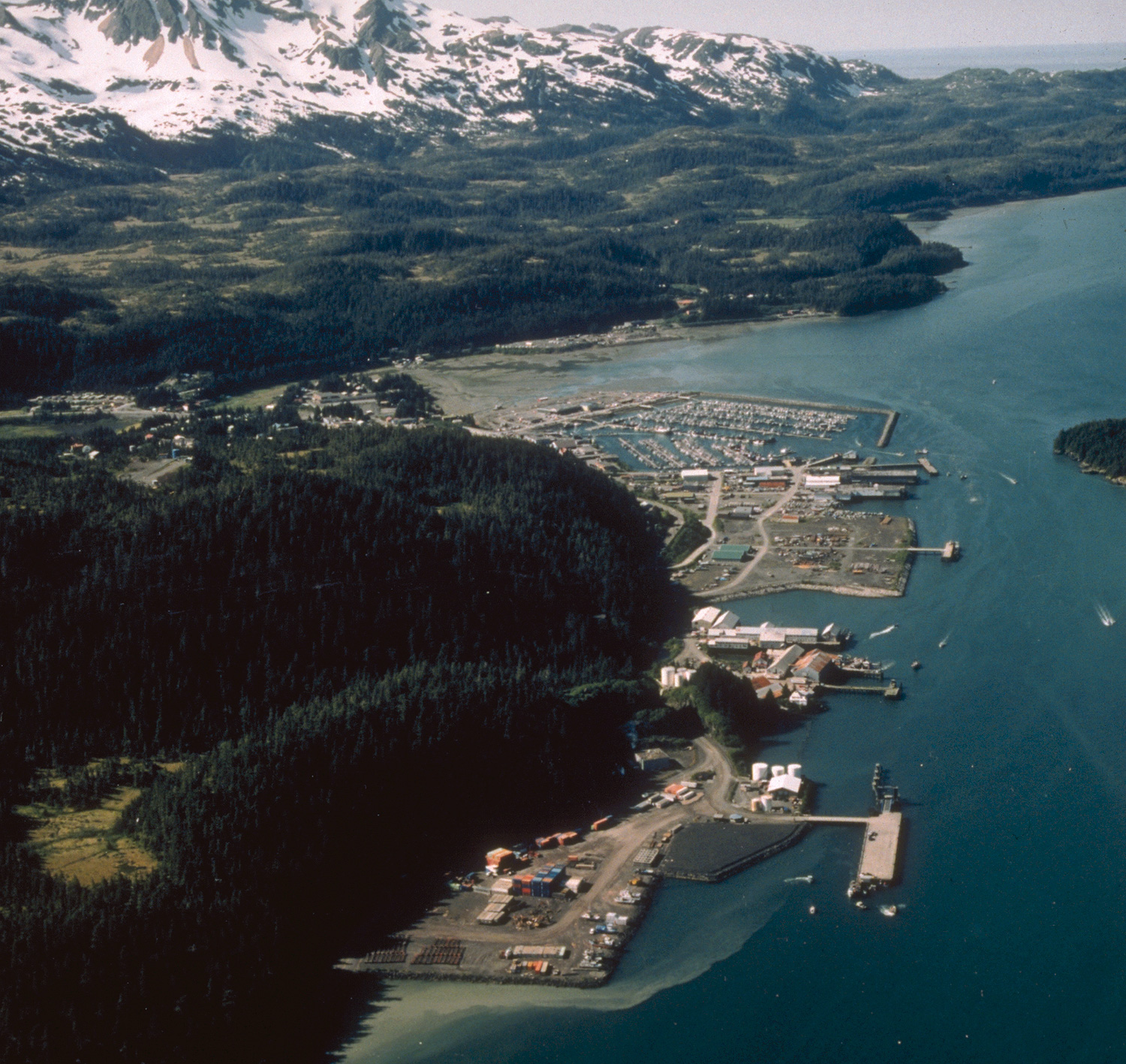
アラスカ州 コルドバ

マリー・スミス・ジョーンズ（Marie Smith Jones, 1918年5月14日 - 2008年1月21日）は、アラスカ中南部でかつて話されていたイヤック語の最後の話者。ジョーンズの死去により、イヤック語は死語となった。
ジョーンズは1918年5月、アラスカ準州（現在のアラスカ州）コルドバで生まれた。彼女は最後の純血のイヤック族でもあり、イヤック族の名誉首長であった。2005年のインタビューで彼女が語ったところによれば、ジョーンズの本来の名前は「Udach' Kuqax*a'a'ch」。これは「遠くから人々を呼ぶ声」という意味のイヤック語である。
ジョーンズは1948年5月5日に漁師ウィリアム・F・スミスと結婚し、9人の子供を産んだが、子供たちはイヤック語を学ばなかった。彼女は1970年代にアンカレッジへ引っ越した。そしてイヤック語の記録を残すため、彼女は言語学者のマイケル・クラウスと仕事をし、クラウスはイヤック語の辞書と文法書を完成させた。彼女の最後の兄は1990年代に亡くなっている。
その後、ジョーンズは政治に関して活発になり、国連で二度、平和と固有言語の問題について演説した。また、インドの環境問題についても活動した。若い頃、彼女はアルコール中毒で苦しんだが、50年代初頭に酒をやめた。しかし、亡くなるまで愛煙家だった。
2008年1月、彼女はアンカレッジの自宅で天寿を全うした。89歳だった。